# Appenai-sous-Bellême
Pour les articles homonymes, voir Bellême (homonymie).
Appenai-sous-Bellême  est une commune française, située dans le département de l'Orne en région Normandie, peuplée de 277 habitants.

## Géographie
La commune se situe dans la région naturelle du Perche et fait partie du canton de Ceton.
| Saint-Martin-du-Vieux-Bellême | Saint-Martin-du-Vieux-Bellême, Sérigny | Sérigny           |
| Igé                           | Appenai-sous-Bellême                   | Dame-Marie        |
| Igé                           | Igé, La Chapelle-Souëf                 | La Chapelle-Souëf |

### Hydrographie
La commune est située dans le bassin Loire-Bretagne. Elle est drainée par la Coudre et un autre petit cours d'eau,.
La Coudre, d'une longueur de 12 km, prend sa source dans la commune  et se jette  dans la Même à Saint-Germain-de-la-Coudre, après avoir traversé quatre communes. 

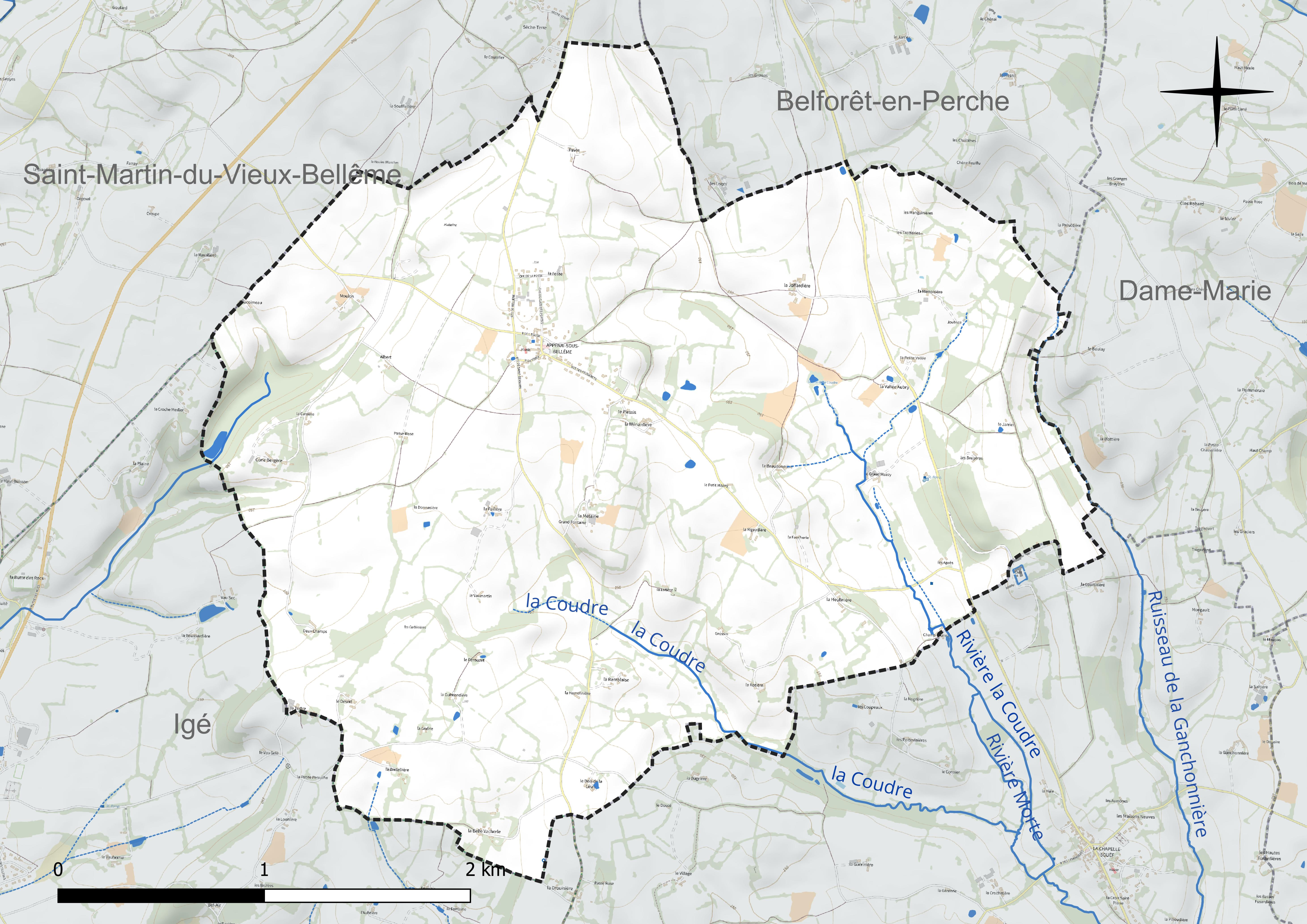
Réseau hydrographique d'Appenai-sous-Bellême.

### Climat
Pour des articles plus généraux, voir Climat de la Normandie et Climat de l'Orne.
En 2010, le climat de la commune est de type climat océanique dégradé des plaines du Centre et du Nord, selon une étude du CNRS s'appuyant sur une série de données couvrant la période 1971-2000. En 2020, Météo-France publie une typologie des climats de la France métropolitaine dans laquelle la commune est exposée à un climat océanique altéré et est dans la région climatique Normandie (Cotentin, Orne), caractérisée par une pluviométrie relativement élevée (850 mm/a) et un été frais (15,5 °C) et venté. Parallèlement le GIEC normand, un groupe régional d’experts sur le climat, différencie quant à lui, dans une étude de 2020, trois grands types de climats pour la région Normandie, nuancés à une échelle plus fine par les facteurs géographiques locaux. La commune est, selon ce zonage, exposée à un « climat contrasté des collines », correspondant au Pays d'Ouche et au Perche et bénéficiant d’un caractère continental affirmé avec des précipitations atténuées et des amplitudes thermiques fortes.
Pour la période 1971-2000, la température annuelle moyenne est de 10,4 °C, avec une amplitude thermique annuelle de 14,3 °C. Le cumul annuel moyen de précipitations est de 760 mm, avec 12,1 jours de précipitations en janvier et 7,9 jours en juillet. Pour la période 1991-2020, la température moyenne annuelle observée sur la station météorologique la plus proche, située sur la commune de Saint-Martin-du-Vieux-Bellême à 4 km à vol d'oiseau, est de 11,4 °C et le cumul annuel moyen de précipitations est de 810,0 mm,. Pour l'avenir, les paramètres climatiques de la commune estimés pour 2050 selon différents scénarios d’émission de gaz à effet de serre sont consultables sur un site dédié publié par Météo-France en novembre 2022.

## Urbanisme

### Typologie
Au 1er janvier 2024, Appenai-sous-Bellême est catégorisée commune rurale à habitat dispersé, selon la nouvelle grille communale de densité à sept niveaux définie par l'Insee en 2022. Elle est située hors unité urbaine et hors attraction des villes,.

### Occupation des sols
L'occupation des sols de la commune, telle qu'elle ressort de la base de données européenne d’occupation biophysique des sols Corine Land Cover (CLC), est marquée par l'importance des territoires agricoles (95,7 % en 2018), une proportion identique à celle de 1990 (95,7 %). La répartition détaillée en 2018 est la suivante : prairies (48,8 %), terres arables (46,9 %), forêts (4,3 %). L'évolution de l’occupation des sols de la commune et de ses infrastructures peut être observée sur les différentes représentations cartographiques du territoire : la carte de Cassini (XVIIIe siècle), la carte d'état-major (1820-1866) et les cartes ou photos aériennes de l'IGN pour la période actuelle (1950 à aujourd'hui).

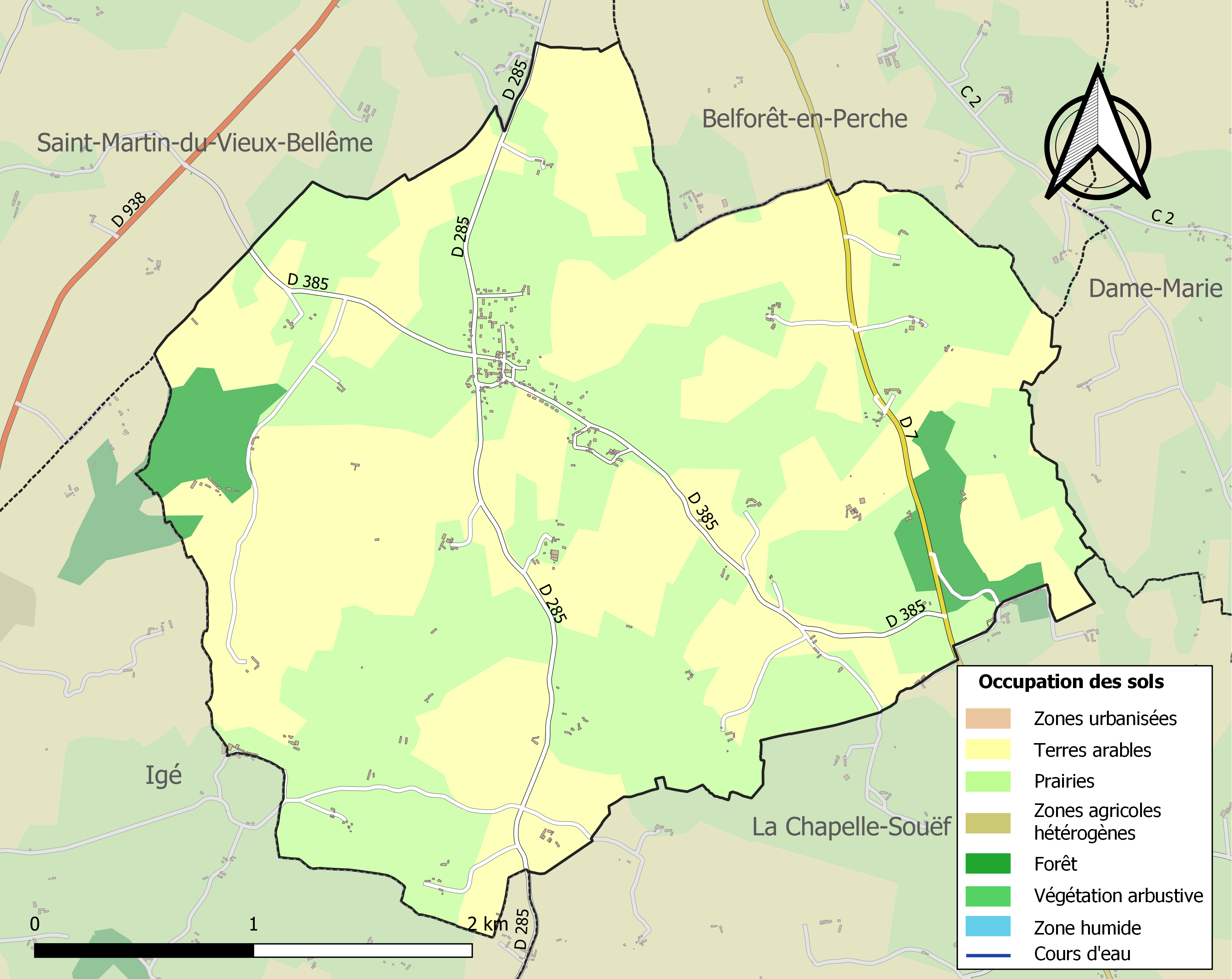
Carte des infrastructures et de l'occupation des sols de la commune en 2018 (CLC).

## Toponymie
Le nom de la localité est attesté sous la forme Appenay en 1793.
Le toponyme est issu d'un anthroponyme, latin ou roman tel qu'Appinus, ou encore germanique tel qu'Appo ou Appon.
Le locatif sous-Bellême évoque la proximité de l'ancien chef-lieu de canton.
Le gentilé est Appenois.

## Histoire
Un camp protohistorique de type éperon barré a été découvert au lieu-dit Cône Bergère par Jousset de Bellesme en 1920.

## Politique et administration
| Période                                  | Période   | Identité                                      | Étiquette | Qualité |
| ---------------------------------------- | --------- | --------------------------------------------- | --------- | ------- |
| 1815                                     |           | Louis Alexandre Guillaume de Nolet de Malvoue |           |         |
| 1821                                     |           | Louis Alexandre Guillaume de Nolet de Malvoue |           |         |
| ?                                        | mars 2001 | Bernard Chaillou                              |           |         |
| mars 2001                                | En cours  | Daniel Jean                                   | SE        |         |
| Les données manquantes sont à compléter. |           |                                               |           |         |

Le conseil municipal est composé de onze membres dont le maire et trois adjoints.

## Démographie
L'évolution du nombre d'habitants est connue à travers les recensements de la population effectués dans la commune depuis 1793. Pour les communes de moins de 10 000 habitants, une enquête de recensement portant sur toute la population est réalisée tous les cinq ans, les populations de référence des années intermédiaires étant quant à elles estimées par interpolation ou extrapolation. Pour la commune, le premier recensement exhaustif entrant dans le cadre du nouveau dispositif a été réalisé en 2006.
En 2022, la commune comptait 277 habitants, en évolution de +2,21 % par rapport à 2016 (Orne : −3,21 %, France hors Mayotte : +2,11 %).
Appenai-sous-Bellême a compté jusqu'à 752 habitants en 1836.
| 1793 | 1800 | 1806 | 1821 | 1836 | 1841 | 1846 | 1851 | 1856 |
| ---- | ---- | ---- | ---- | ---- | ---- | ---- | ---- | ---- |
| 603  | 610  | 501  | 683  | 752  | 725  | 679  | 675  | 678  |

| 1861 | 1866 | 1872 | 1876 | 1881 | 1886 | 1891 | 1896 | 1901 |
| ---- | ---- | ---- | ---- | ---- | ---- | ---- | ---- | ---- |
| 689  | 663  | 652  | 589  | 542  | 512  | 484  | 421  | 409  |

| 1906 | 1911 | 1921 | 1926 | 1931 | 1936 | 1946 | 1954 | 1962 |
| ---- | ---- | ---- | ---- | ---- | ---- | ---- | ---- | ---- |
| 356  | 361  | 332  | 305  | 284  | 281  | 303  | 322  | 281  |

| 1968 | 1975 | 1982 | 1990 | 1999 | 2006 | 2011 | 2016 | 2021 |
| ---- | ---- | ---- | ---- | ---- | ---- | ---- | ---- | ---- |
| 293  | 238  | 199  | 223  | 222  | 231  | 250  | 271  | 278  |

| 2022 | - | - | - | - | - | - | - | - |
| ---- | - | - | - | - | - | - | - | - |
| 277  | - | - | - | - | - | - | - | - |

## Lieux et monuments
- Église Saint-Germain.

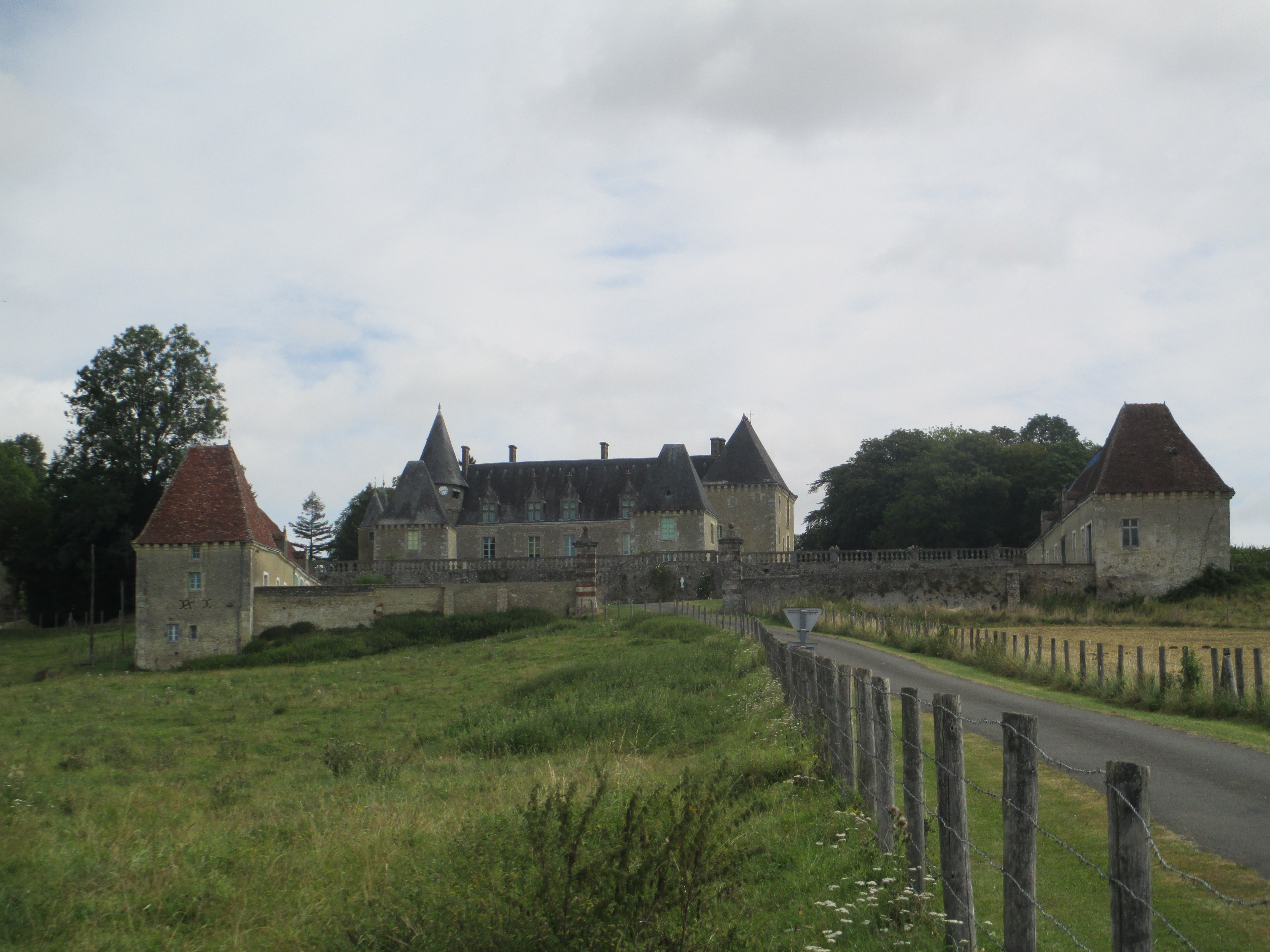
Le château des Feugerets.

- Croix-Feue-reine, à 2 km de Bellême, en bordure de la route du Mans[27]. Croix élevée par les Bellêmois en 1885 en remplacement d'une croix en bois abattue lors de la révolution. Elle marque l'emplacement où la reine Blanche de Castille, en compagnie de son fils, le futur roi Saint Louis, avait établi son camp en 1229 lors du second siège de Bellême[28].
- Camp romain ou mérovingien sur un promontoire de Cône-Bergère (ou Corne-Bergère). Il se présente sous la forme d'un éperon barré par un rempart de terre de 140 mètres de long environ, précédé par un fossé de quelques mètres de largeur. L'ensemble ainsi délimité couvre une surface d'environ un hectare. À l'extrémité de l'éperon, un léger monticule pourrait être le vestige d'une motte[28].
- Situé sur la commune voisine de La Chapelle-Souëf, le château des Feugerets a son domaine en partie sur la commune d'Appenai.

## Héraldique
| Blason de Appenai-sous-Bellême | Blason  | Parti d'azur et d'argent, à un moulin à vent accosté de deux papillons, le tout de l'un en l'autre ; au chef de pourpre chargé d'une colombe fondant du second. |
| Blason de Appenai-sous-Bellême | Détails | Adopté par la municipalité le 27 septembre 2011. |